# Далтон, Бретт
Бретт Па́трик Да́лтон (англ. Brett Patrick Dalton, род. 7 января 1983, Сан-Хосе) — американский актёр. Наиболее известен по роли Гранта Уорда в телесериале Агенты «Щ.И.Т.» и Майкла Монро в видеоигре Until Dawn.

## Жизнь и карьера
Бретт закончил в 2001 году среднюю школу Вестмонт в Кэмпбелле, штат Калифорния, где решил стать актёром после прослушивания для пьесы «Пролетая над гнездом кукушки» и где был школьным президентом. Он был увлечён драмой и играл ведущую роль в «Мой любимый год». Далтон получил степень бакалавра в Калифорнийском университете в Беркли и магистерскую степень в искусстве в Йельском университете в 2011 году.
В ноябре 2012 года он был утверждён на одну из главных ролей в сериале Джосса Уидона «Агенты „Щ. И. Т.“» в роли агента Гранта Уорда. Действие сериала происходит во вселенной Marvel и рассказывает о маленькой группе агентов, включающей героя Далтона, под руководством агента Фила Колсона. К тому же, Бретт снимался в таких сериалах, как «Голубая кровь», «Армейские жёны» и «Медсёстры» (пилотный эпизод для телеканала Fox). В 2013 году он снялся в фильме телеканала National Geographic «Убийство Линкольна». Далтон участвовал в театральных постановках «Passion Play», «Ромео и Джульетта» и «Happy Now?» (в Йеле); «Sweet Bird of Youth» и «Demon Dreams» (театральный фестиваль в Уилльямстоуне); «Макбет» и «You Can’t Take It With You» (театральная компания Чаутоква).
В мае 2014 Бретт получил роль в фильме «Потерянный во Флоренции», который вышел на экраны в январе 2017 года. Актер сыграл Эрика Лазарда, бывшего звездного игрока в футбол в колледже, который приезжает во Флоренцию с разбитым сердцем, где увлекается опасным видом спорта и прекрасной местной девушкой, Стефанией. Вместе с Бреттом в этом фильме снялась Стана Катик.
В 2015 Бретт озвучил персонажа игры Until Dawn, Майкла Монро. За свою работу над игрой Бретт был номинирован на премию National Academy of Video Game Trade Reviewers.
Бретт также озвучил аудиокнигу Кассандры Клэр «Ангелы Сходят Дважды» (оригинальное название «Angels Twice Descending») из серии «Хроники Академии Сумеречных Охотников».
В 2016 году Бретт снялся в главной роли в религиозной комедии «Воскрешение Гевина Стоуна», вышедшей на экраны в январе 2017, в которой он сыграл совместно с такими актерами как Анджела Джонсон-Рейес, Нил Флинн, Д. Б. Суини и известным рестлером Шоном Майклзом. Актер также участвовал в съемках короткометражки Саймона Кассианидиса «Trust No One» в роли Виктора.
В 2017 Бретт вернулся к роли Гранта Уорда в сериале Агенты «Щ.И.Т.», а также участвовал в озвучивании аудиофильма «Maggie’s Dawn» и озвучивании Агента Брика для мультсериала Закон Майло Мёрфи.
В последующие годы Бретт появился в эпизодических роляк в сериалах «Элементарно», «Хитрость» и «Послания призрака», озвучил Паразита в мультфильме «Супермен: Человек завтрашнего дня», а также снялся в нескольких фильмах для канала Hallmark: «Приготовлено с любовью», «Однажды на Рождество», «Как раз в моем вкусе», «Одна декабрьская ночь».
Актер появился в восьми сериях 10 сезона сериала «Пожарные Чикаго» в роли лейтенанта Джейсона Пелхэма. Бретт также озвучил одного из персонажей в игре Destiny 2: The Witch Queen.

## Личная жизнь
В 2015—2019 годах был женат на дизайнере и костюмере Мелиссе Трн. У них есть дочь Сильвия (род. 2012).

## Фильмография
| Год       |     | Русское название                                           | Оригинальное название                                  | Роль                              |
| --------- | --- | ---------------------------------------------------------- | ------------------------------------------------------ | --------------------------------- |
| 2007      | кор | Медсёстры                                                  | Nurses                                                 | доктор Курт Тейлор                |
| 2010      | кор | —                                                          | 1:00 am Games                                          | Трэвис                            |
| 2012      | с   | Голубая кровь                                              | Blue Bloods                                            | Филлип Гибсон                     |
| 2012      | с   | Армейские жёны                                             | Army Wives                                             | Генри                             |
| 2013      | тф  | Убийство Линкольна                                         | Killing Lincoln                                        | Роберт Тодд Линкольн              |
| 2013      | ф   | —                                                          | Beside Still Waters                                    | Джеймс                            |
| 2013—2017 | с   | Агенты «Щ.И.Т.»                                            | Agents of S.H.I.E.L.D.                                 | Грант Уорд / Улей                 |
| 2015      | мс  | Джейк и пираты Нетландии                                   | Jake and the Never Land Pirates                        | Тейлон (озвучка)                  |
| 2015      | ки  | Until Dawn                                                 | Until Dawn                                             | Майкл (озвучка и захват движения) |
| 2015—2018 | мс  | Робоцып                                                    | Robot Chicken                                          | разные персонажи (озвучка)        |
| 2016      | кор | —                                                          | Trust No One                                           | Виктор                            |
| 2017      | ф   | Воскрешение Гевина Стоуна                                  | Resurrection of Gavin Stone                            | Гевин Стоун                       |
| 2017      | ф   | Турист                                                     | Lost in Florence                                       | Эрик Ломбард                      |
| 2017—2018 | мс  | Закон Мёрфи                                                | Milo Murphy’s Law                                      | агент Брик (озвучка)              |
| 2018      | тф  | Приготовлено с любовью                                     | Cooking with Love                                      | Стивен Харрис                     |
| 2018      | с   | Элементарно                                                | Elementary                                             | Райан Хейес                       |
| 2018      | с   | Хитрость                                                   | Deception                                              | Айзек Уолтер                      |
| 2018      | тф  | Однажды на Рождество                                       | Once Upon a Christmas Miracle                          | Крис Демпси                       |
| 2018      | кор | —                                                          | Confidence                                             | обычный белый человек             |
| 2020      | тф  | Как раз в моём вкусе                                       | Just My Type                                           | Мартин Клейборн                   |
| 2020      | мф  | Супермен: Человек завтрашнего дня                          | Superman: Man of Tommorrow                             | Руди Джонс / Паразит              |
| 2021      | с   | Послание Призрака                                          | Ghostwriter                                            | Капитан Винсент                   |
| 2021      | тф  | Одна декабрьская ночь                                      | One December Night                                     | Джейсон Бедфорд                   |
| 2021—2022 | с   | Пожарные Чикаго                                            | Chicago Fire                                           | Джейсон Пелхэм                    |
| 2022      | ки  | Destiny 2: The Witch Queen                                 | Destiny 2: The Witch Queen                             | Свидетель (озвучка)               |
| 2022      | с   | Великий уравнитель                                         | The Equalizer                                          | Картер Гриффин                    |
| 2022      | ки  | God of War: Ragnarök                                       | God of War: Ragnarök                                   | Фрейр (озвучка и захват движения) |
| 2023      | ки  | Destiny 2: Lightfall                                       | Destiny 2: Lightfall                                   | Свидетель (озвучка)               |
| 2023—2024 | мс  | Хомяк и Гретель                                            | Hamster & Gretel                                       | мэр Мейер (озвучка)               |
| 2023      | мф  | Лига Справедливости: Мир войны                             | Justice League: Warworld                               | Бэт Лэш (озвучка)                 |
| 2023—2025 | с   | Поиски                                                     | Found                                                  | Марк Трент                        |
| 2024      | ки  | Destiny 2: The Final Shape                                 | Destiny 2: The Final Shape                             | Свидетель (озвучка)               |
| 2024      | мф  | Лига справедливости: Кризис на бесконечных землях. Часть 3 | Justice League: Crisis on Infinite Earths - Part Three | Бэт Лэш (озвучка)                 |

## Награды и номинации
| Награда                                        | Год  | Категория                 | Название работы | Результат |
| ---------------------------------------------- | ---- | ------------------------- | --------------- | --------- |
| Teen Choice Awards                             | 2014 | Прорыв года               | Агенты «Щ.И.Т.» | Победа    |
| Teen Choice Awards                             | 2016 | Лучший ТВ-злодей          | Агенты «Щ.И.Т.» | Номинация |
| National Academy of Video Game Trade Reviewers | 2016 | Лучшая роль второго плана | Until Dawn      | Номинация |